# Christophe Combe-Dany
Christophe Combe-Dany est un tireur français spécialiste du ball-trap. Il réside actuellement à Vesoul. Il est licencié depuis 15 ans à l'École de Tir de Vesoul. En 2011/2012, il devient double champion de France de ball-trap en fosse olympique série A et scratch.

## Biographie
Il habite à Vesoul, et travaille à côté de la ville, à Andelarrot

## Sources